# Tyto glaucops
Tyto glaucops es una especie de lechuza de la familia Tytonidae conocida vulgarmente como lechuza cara ceniza, lechuza de campanario cenicienta o lechuza de La Española, también llamada lechuza común en República Dominicana y Haití por ser endémica de La Española. Su hábitat natural son los matorrales secos subtropicales o tropicales, matorrales montanos subtropicales o tropicales, y bosques muy degradados. No tiene subespecies reconocidas. Se parece mucho a la lechuza más común (Tyto alba), excepto que posee un plumaje más oscuro y la cara de un color gris cenizo.

## Referencias

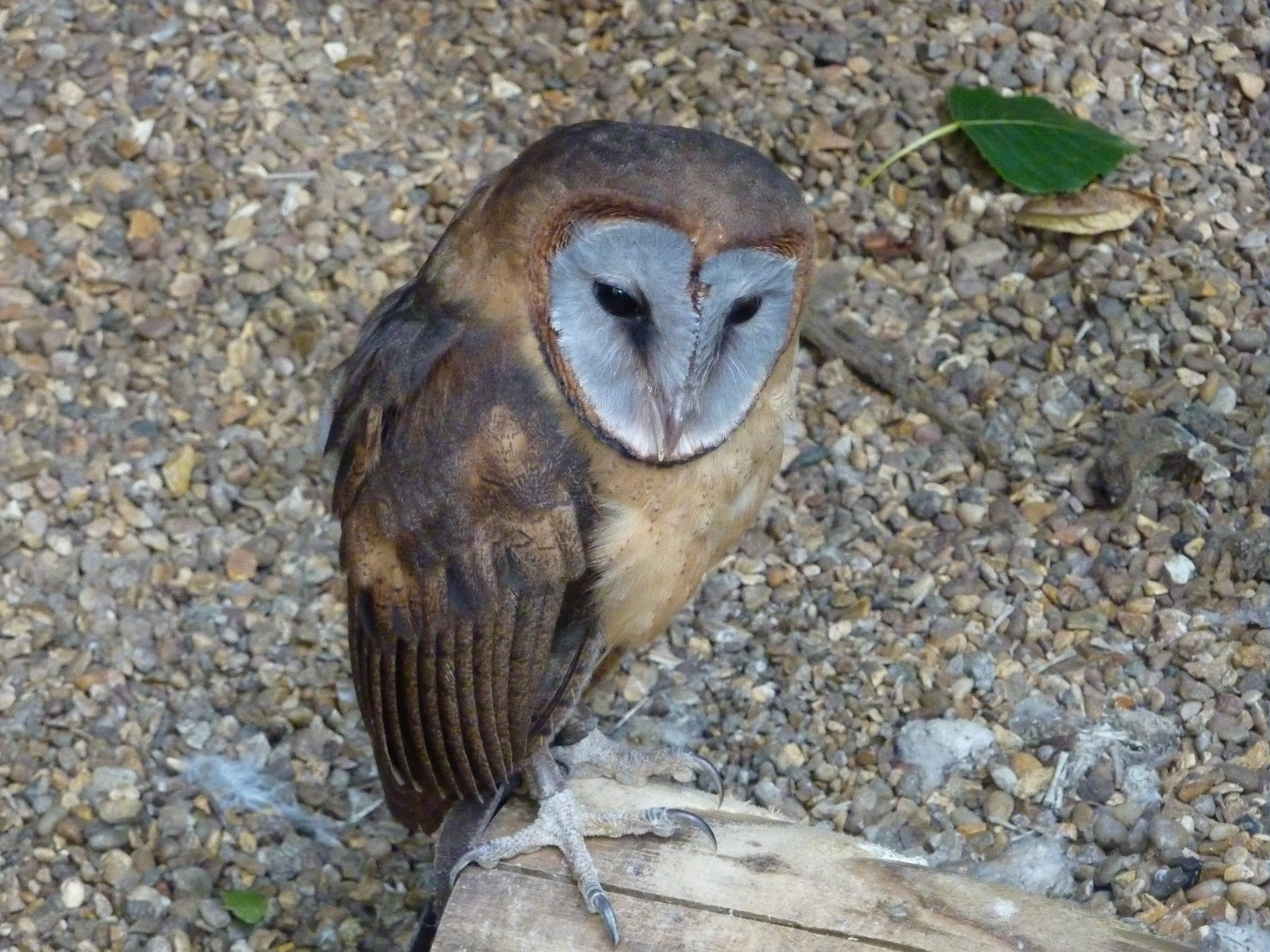
Una lechuza de La Española descansando enzima de una tabla de madera.